# Markus Heinsdorff

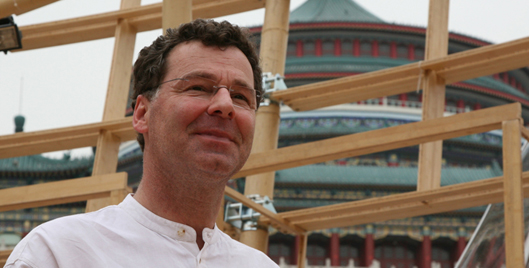
Markus Heinsdorff

Markus Heinsdorff (* 12. September 1954 in Steinkirchen, Oberbayern) ist ein deutscher Installationskünstler, der die Bereiche Architektur und Fotografie in seine Arbeiten einbezieht. Für seine Arbeit in verschiedenen Ländern und mit unterschiedlichen Kulturen wurde er 2015 mit dem Verdienstkreuz am Bande des Verdienstordens der Bundesrepublik Deutschland ausgezeichnet.

## Leben und Werk
Aufgewachsen ist Markus Heinsdorff in Irschenhausen, südlich von München. Nach einer Ausbildung und Arbeit als Goldschmied in München und Holz- und Steinbildhauer bei Nürnberg studierte er von 1976 bis 1981 abstrakte Bildhauerei bei Jacobsen an der Akademie der Bildenden Künste München.
Natur und Raum sind die zentralen Themen des international arbeitenden Künstlers. In Auseinandersetzung mit anderen Kulturen entstanden Projekte, Installationen und Ausstellungen in Indien, Thailand, Indonesien, Vietnam, China, Taiwan, Ecuador, Brasilien, USA, Südafrika, Sansibar und zahlreichen europäischen Ländern, unter anderem im Rahmen des Aschberg Programms der UNESCO, mit den Goethe-Instituten und dem Auswärtigen Amt.
Bei seinen Projekten orientiert sich Markus Heinsdorff an den lokalen Gegebenheiten des jeweiligen Landes und greift oftmals auf Material aus der Umgebung zurück. Dies gilt auch für die zahlreichen Pavillonkonstruktionen, die als Kunstbauten und mobile Räume für die Präsentation Deutschlands in China (2007–2010) und Indien (2012–2013) realisiert wurden und in beiden Ländern durch jeweils fünf Megacities tourten.
In diesem Rahmen wurde auch das Deutsch-Chinesische Haus, ein 300 m² großer, zweistöckiger Bau aus Bambus auf der EXPO 2010 in Shanghai realisiert. Das EXPO-Haus und seine weiteren Bauten gehören zu den weltweit wenigen selbsttragenden, modernen Bauwerke aus dem Naturmaterial Bambus. Dabei kombiniert Markus Heinsdorff Bambus-Naturrohre und -Laminate miteinander und schafft neue Verbindungen und Konstruktionsmöglichkeiten. Die Arbeiten entstanden mit Unterstützung der Tragwerksplaner und Ingenieurbüros Schlaich Bergermann und Partner, Stuttgart, Rein Ingenieure, Stuttgart und Varicon, Würzburg, W. Schachl, München und den Universitäten TU München, TU Darmstadt und Tongji, Shanghai.
2011 und 2014 erschienen darüber die Bücher „Design with Nature – Die Bambusbauten“ und „mobile spaces - Textile Bauten“.
Auf Basis der realisierten mobilen Räume und Pavillons entstanden neue Ideen für Gestaltung und Technik von low-cost Bauten. Dazu finden in Universitäten verschiedener Ländern regelmäßig Workshops, Vorträge und Ausstellungen statt.
Ende 2013 wurden die Kunst- und Architekturbauten erstmals als Gesamtschau im Haus der Architektur der Bayerischen Architektenkammer München gezeigt.
Neben Raumprojekten und Arbeiten mit Licht oder Wind entwickelt Markus Heinsdorff seit 1990 unter dem Titel wasser-werke eine Vielzahl von Installationen und Objekten mit und über Wasser. 2008 initiierte er dazu eine Kunst- und Wissenschafts-Kooperation mit dem Hydromechanik-Labor der TU München. Daraus entstanden unterschiedliche Exponate, u. a. das Objekt „Rotor“ (empowering people Award der Siemens Stiftung), Porträts der Favela Bewohner „about water“ in São Paulo, eine Installation mit Luftringen in einer Wassersäule in Rio de Janeiro anlässlich der Rio+20 Umweltkonferenz der Vereinten Nationen, eine Installation zum Thema Monsun in Bangalore und Ubud (Bali), sowie eine Klanginstallation mit Wassertropfen im Max-Planck-Haus in München zur Langen Nacht der Museen. Im Sommer 2016 wurde ein 10 m hoher Wind-Wasserturm als Tankstelle bzw. Wasserstation mit integriertem, natürlich gekühltem Aufenthaltsraum in Sansibar eröffnet.

## Galerie

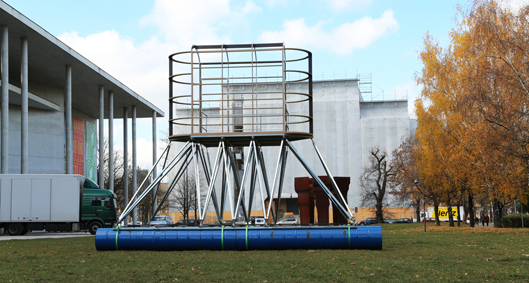
2016: Temporäres Leichtbauobjekt vor der Pinakothek der Moderne zum Thema low-cost Bauen
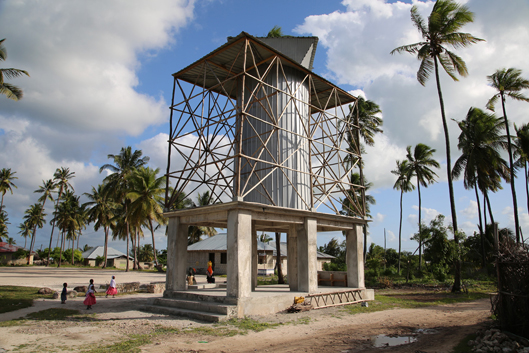
2016: Neubau einer Wassertankstelle, kombiniert mit einem 10 m hohen Windfangturm als zentrales Dorfobjekt
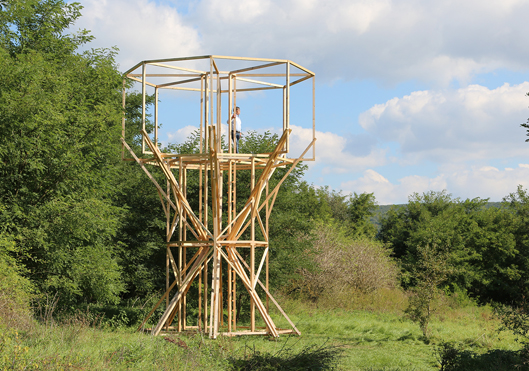
2016: Achteckiges und 8,5 m hohes Turmobjekt aus 7 cm × 7 cm starken Vierkanthölzern
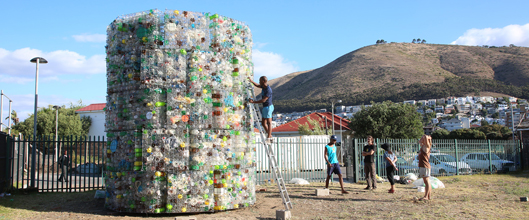
2015: Permanente Installation aus Gabionen mit Plastikmüll gefüllt
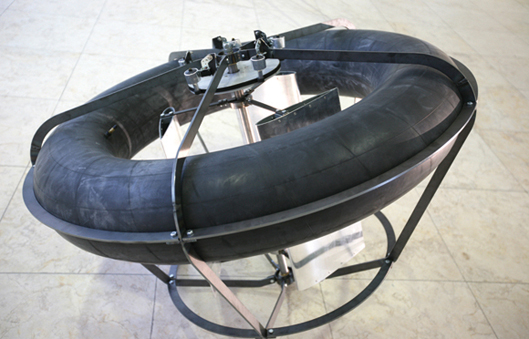
2011–2017: mobiles Wasserkleinkraftwerk, das durch Strömung in einem Fluss Strom erzeugt
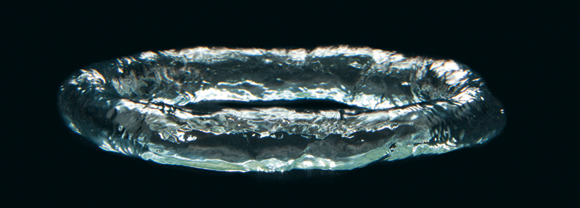
2010: Künstlich erzeugte Luftringe in einer stehenden Wassersäule
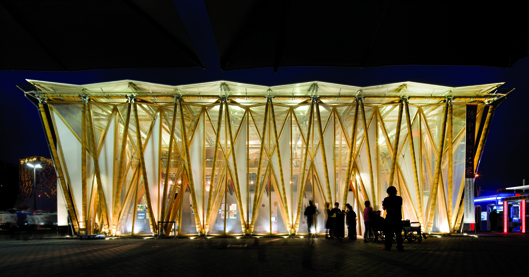
2010: Zweigeschossiger Bambus- und Membran-Bau mit 330 m² begehbarer Ausstellungsfläche

## Ausstellungen (Auswahl)
- 2018: Shelter und Vernacular (mit Christian Schittich), Bayerische Architektenkammer Auf AEG, Nürnberg
- 2017: wertstoff Portraits II, München
- 2016: space ship, vor der Pinakothek der Moderne, München
- 2016: kunst und architektur, Immatrikulationshalle der Technischen Universität München
- 2015: low cost houses and pavillons, Indigenous Terra Madre 2015, Mawphlang, Meghalaya, Nordost-Indien
- 2015: ocean dome and buildings, Cape Institute of Architecture, Kapstadt, Südafrika
- 2015: wertstoff Portraits I, München
- 2013–2014: low cost houses and pavillons, Haus der Architektur, Bayerische Architektenkammer, München
- 2012–2013: Germany and India – Urban Mela: Textile Bauten. Entwicklung von 16 Pavillon-Objektbauten für die Präsentation Deutschlands in Indien, Mumbai, Bangalore, Chennai, Neu-Delhi, Pune[3][4]
- 2010: Expo Shanghai – Deutsch-Chinesisches Haus, Shanghai, China[5]
- 2007–2009: Deutsch-Chinesische Promenade, Wuhan, Shenyang, Chongqing, Guangzhou, Nanjing, China[6]
- 2009–2013: wasser-werke, Bangalore, Indien, Rio de Janeiro, Brasilien, São Paulo, Brasilien, TU München, Kallmann Museum, Ismaning
- 2009: Akademie im Regenwald, Yuwientsa und Sharamentsa, Provinz Morona Santiago, Ecuador, Projektpräsentation Forum Hilton und Atelier München
- 2008: Living Dome, The Landfoundation, Chiang Mai, Thailand
- 2005–2007: experience bamboo, Bandung, Java/Indonesien, Hanoi, Vietnam, Jakarta und Java/Indonesien, Chiang Mai, Thailand, Bangkok, Thailand, München
- 2003: Damoto, LVA Augsburg
- 2002: Skyplace, Ubud, Bali/Indonesien
- 2002: Ardeo, Stadtzentrum Erding
- 2001: Flügel, Stadtzentrum Wiesloch

## Gast-Professuren
- 2014–2016: De Tao Masters Academy, Center of Urban Construction & Sustainable Development, Shanghai, China[7]
- 2009–2012: School of Architecture and Urban Planning, Huazhong University of Science and Technology, Wuhan, China
- 2008–2010: Fakultät für Architektur, Universität Chongqing, China
- 2007–2010: Fakultät für Architektur, Southeast Universität Nanjing, China

## Publikationen
- Markus Heinsdorff: Mobile Spaces – Textile Bauten/Textile Buildings, JOVIS Verlag Berlin 2014, ISBN 978-3-86859-295-5
- Markus Heinsdorff: Design with Nature – Die Bambusbauten/The Bamboo Architecture, Hirmer Verlag München 2010, ISBN 3-7774-2791-8
- Windows: Marco Polo’s Dream, Markus Heinsdorff, Martin Rosenthal, Agnes Kohlmeyer, Elmar Zorn, Hatje Cantz Verlag, Ostfildern 1998, ISBN 3-89322-427-0
- Tenso, Markus Heinsdorff, Peter Anselm Riedl, 1996
- Praxisinstallationen, Markus Heinsdorff, Udo Kittelmann, Parat Verlags GmbH München 1996
- stones & voices, Markus Heinsdorff, Martin Rosenthal, Stefan Iglhaut, Gabriele Kübler, Noemi Smolik, Hatje Cantz Verlag München 1995
- Der Garten von Las-Fosses, Markus Heinsdorff, Gottfried Knapp, Hatje Cantz Verlag, Ostfildern 1995, ISBN 3-89322-811-X
- Isarinstallation, Markus Heinsdorff, Gottfried Knapp, Objektiv Verlag München 1990